# B'z LIVE-GYM Pleasure 2013 ENDLESS SUMMER -XXV BEST-
《B'z LIVE-GYM Pleasure 2013 ENDLESS SUMMER -XXV BEST-》，是日本樂團B'z的第19張LIVE作品映像化(第17張DVD)。

## 簡介
- 為B'z出道25周年，在2013年6-9月之間於全日本24個縣市所舉辦30場演唱會，動員人數超過55萬人。
- DVD分為完全版及普通版，完全版收錄的內容為2013年7月31日於福島縣會津風雅堂場次及2013年9月22日於神奈川縣日產體育場場次，普通版內容為日產體育場場次。
- 本次演唱會為日產體育場容納最多觀眾的一次，一場75000人，兩場共有15萬人入場。
- 睽違5年的Pleasure巡迴。

## 收錄會場
- 日產體育場
- 會津風雅堂(僅完全版收錄)

## 演奏

### 團員
- 松本孝弘：吉他・音樂製作
- 稻葉浩志：主唱

### 支援樂手
- 增田隆宣：鍵盤手
- ：鼓手
- Barry Sparks（英语：Barry Sparks）：貝斯手
- 大賀好修 ：合聲＆吉他

## 收錄內容

### Tour Final 日產體育場公演
完全版及普通版均有收錄。DVD為DISC1〜2、Blu-ray為DISC1。
OPENING. OVERTURE
松本為本次演唱會的開場所寫的全新器樂曲。至今未發行唱片。
表示25周年的巨大XXV字樣在舞台上被點火呈現。
1. Endless Summer
雖為巡迴演唱會的標題曲，但（在當時）卻是未發表的新曲。B'z王道的硬式搖滾風格。後收錄在2015年1月發售的第51張單曲《有頂天》的2nd beat。
2. ZERO
在另一場的第二首演唱的是「BLOWIN'」。
3. Pleasure 2013 〜人生的快樂〜（Pleasure 2013 〜人生の快楽〜）
在慣例的MC「（歡迎來到B'z的LIVE-GYM！！）」之後演唱。
和以往的《Pleasure 〜人生的快樂〜》同樣，第二部分的歌詞有變更。至今未發行唱片。
4. LADY NAVIGATION
2003年渚園公演後，10年來第一次演唱。LIVE映像首次收錄本作的FULL VERSION。
5. 太陽的Komachi Angel（太陽のKomachi Angel）
「B'z SHOWCASE 2007 -B'z In Your Town-」以來首次演唱。稻葉的拍手練習後緊跟着引曲。中間追加了貝斯獨奏。
和「戀心 (KOI-GOKORO)」在不同場次交替演唱。
6. 心願
開頭以增田的鍵盤獨奏開始。此版本為單曲版和專輯版混合演奏的版本。間奏的松本的結他獨奏變長了。
7. 不要讓我說再見（さよならなんかは言わせない）
8. GOLD
9. C'mon
10. Rain
11. 核心
12. 老樣子的我們（あいかわらずなボクら）
13. 愛的爆彈（愛のバクダン）
14. 一部分與全部（イチブトゼンブ）
15. LOVE PHANTOM
16. Q&A
17. NATIVE DANCE
18. 彷徨的青色子彈（さまよえる蒼い弾丸）
19. 極限chop（ギリギリchop）
20. RUN
21. juice
22. ultra soul

### Hall Tour Final公演 & Tour Documentary
仅收录于完全版。DVD為DISC3〜4、Blu-ray為DISC2。
1. Q&A
2. F・E・A・R
3. LADY NAVIGATION
4. STAY GREEN 〜未熟的旅程停不了〜（STAY GREEN 〜未熟な旅はとまらない〜）
5. 夢見山丘（夢見が丘）
6. Utopia（ユートピア）
7. 戀心 (KOI-GOKORO)（恋心（KOI-GOKORO））
8. HAPPINESS（ハピネス）
9. Survive
10. GOLD
11. Rain
12. The Wild Wind
13. Dead End（デッドエンド）
14. Perfect life（パーフェクトライフ）
15. NATIVE DANCE
16. OH! GIRL
17. 極限chop（ギリギリchop）
18. 一部分與全部（イチブトゼンブ）
19. ALONE
20. BAD COMMUNICATION